# Toros de Toronto
Les Toros de Toronto sont une franchise professionnelle de hockey sur glace qui évolue dans les années 1970 en Amérique du Nord. Ils jouent dans l'association mondiale de hockey entre 1973 et 1976. Après cela, l'équipe déménage à Birmingham dans l'Alabama et devient les Bulls de Birmingham.
L'équipe est basée à Toronto en Ontario, province du Canada et joue ses matchs à domicile dans la patinoire du Varsity Arena puis dans le Maple Leaf Gardens. En trois saisons jouées, ils se qualifient deux fois pour les séries éliminatoires mais perdent en demi-finale puis en quart de finale de la Coupe Avco. L'équipe avait pour logo un bison crachant de la fumée par les naseaux.

## Historique
Lors de la première saison de l'association mondiale de hockey, les Nationals d'Ottawa n'attirent pas le public et enregistre une moyenne de 3 000 spectateurs par match. Avant la fin de la saison, la ville d'Ottawa demande un dépôt de garantie de 100 000 dollars pour la saison suivante et plutôt que d'accéder à cette demande, les Nationals décident de jouer leurs séries éliminatoires à Toronto. Ils sont éliminés en cinq matchs et peu de temps après, John F. Basset rachète la franchise des Nationals pour une somme de 1,8 million de dollars à leur propriétaire, Nick Trbovich ; Basset déménage l'équipe à Toronto et la renomme Toros.
L'équipe des Toros joue une bonne partie de sa première saison dans la salle de Varsity Arena, le propriétaire du Maple Leaf Gardens, Harold Ballard, préférant que sa salle soit occupée par son équipe de la Ligue nationale de hockey, les Maple Leafs de Toronto. Finalement, Basset s'entend avec Ballard pour que les Toros puissent jouer dans le Gardens pour une somme de 25 000 dollars par rencontre.
Au début de la saison 1976-1977, Basset déménage son équipe de Toronto à Birmingham dans l'Alabama aux États-Unis pour devenir les Bulls de Birmingham. La franchise continue dans l'AMH jusqu'à sa dissolution ; Basset accepte alors l'offre de la LNH pour recevoir 2,85 millions de dollars pour arrêter son équipe.

## Bilan saisons après saisons
| no | Saison    | Entraîneur(s)          | Pointeur          | Saison régulière | Saison régulière | Saison régulière | Saison régulière | Saison régulière | Saison régulière | Saison régulière | Saison régulière | Saison régulière | Séries éliminatoires | Séries éliminatoires | Séries éliminatoires | Séries éliminatoires | Séries éliminatoires | Séries éliminatoires                              |
| no | Saison    | Entraîneur(s)          | Pointeur          | PJ               | V                | D                | N                | Pts              | BP               | BC               | Pun              | Classement       | PJ                   | V                    | D                    | BP                   | BC                   | Progression                                       |
| -- | --------- | ---------------------- | ----------------- | ---------------- | ---------------- | ---------------- | ---------------- | ---------------- | ---------------- | ---------------- | ---------------- | ---------------- | -------------------- | -------------------- | -------------------- | -------------------- | -------------------- | ------------------------------------------------- |
| 1  | 1973-1974 | Billy Harris           | Wayne Carleton    | 78               | 41               | 33               | 4                | 86               | 304              | 272              | 871              | Deuxième Est     | 12                   | 7                    | 5                    | 52                   | 36                   | Crusaders de Cleveland 1-4 Cougars de Chicago 4-3 |
| 2  | 1974-1975 | Billy Harris Bob Leduc | Wayne Dillon      | 78               | 43               | 33               | 2                | 88               | 349              | 304              | 883              | Deuxième Can.    | 6                    | 2                    | 4                    | 27                   | 29                   | Mariners de San Diego 4-2                         |
| 3  | 1975-1976 | Bob Baun Gilles Léger  | Václav Nedomanský | 81               | 24               | 52               | 5                | 53               | 335              | 398              | 1 099            | Quatrième Can.   | Non qualifiés        | Non qualifiés        | Non qualifiés        | Non qualifiés        | Non qualifiés        | Non qualifiés                                     |